# تشلسبوري (باكينجهامشير)
تشلسبوري (بالإنجليزية: Cholesbury)‏ هي قرية تقع في المملكة المتحدة في باكينجهامشير.